# Сражение на реке Сан
Сражение на реке Сан — поражение галичан в ходе войны между Изяславом Мстиславичем киевским и его дядей Юрием Долгоруким, заставившее их согласиться на возвращение Изяславу занятых ими ранее волынских городов.

## Ход событий
В ходе кампании 1151 года, кульминацией которой стало сражение на реке Руте, галичанам удалось нанести поражение венграм (союзникам Изяслава, приведённым его сыном Мстиславом) на привале. Зимой 1151/1152 годов поход Изяслава на Владимира галицкого закончился безрезультатно: Изяслав вернулся от Корчева. После этого Мстислав Изяславич вновь пришёл с венграми в Галицкое княжество. Тогда Владимир успешно атаковал венгерские отряды на покорме, а затем укрылся в Перемышле на южном, правом берегу реки Сан. Противников разделяла водная преграда. Владимир не попытался навязать сражение венграм до подхода их русских союзников, вместо этого попытавшись заключить с венграми сепаратный мир, но безуспешно.
Двигающегося с севера от Владимира-Волынского Изяслава с братьями встретил венгерский отряд численностью около 1 тыс. чел. под Ярославлем у переправы на левый берег Сана. Затем союзники присоединились к основному венгерскому войску напротив Перемышля. Центр боевого порядка составили русские дружины, фланги — венгерские войска. Галичане были атакованы через реку с трёх сторон и понесли большие потери убитыми, утонувшими и пленными. Владимир с воеводой Збыгневом Ивачевичем вырвался из окружения и при последующих мирных переговорах ссылался на тяжёлое ранение и обещал венгерскому королю верность своего сына и наследника Ярослава. Союзниками был взят Перемышль, поскольку после битвы оборонять его стало некому. Мир был заключён на условиях освобождения галицкими гарнизонами волынских городов Бужска, Шумска, Тихомля, Выгошева и Гнойницы, которые, однако, не были выполнены до смерти Владимира и поражения его сына под Теребовлем.
В том же году Владимир предпринял поход в направлении Киева с целью отвлечь Изяслава от помощи осаждённому Юрием Чернигову. Владимир избежал столкновения и вернулся в Галич, после чего Изяслав смог развить успех на левобережье Днепра (Осада Новгорода-Северского (1153)) и вернуться к окончательному решению разногласий с Галичем.